# Чкнах
Чкнах (вірм. Չքնաղ) — село в марзі Арагацотн, на північному заході Вірменії. Село розташоване за 8 км на схід від міста Апарана, за 3 км на північний захід від села Ттуджур та за 3 км на північний схід від села Варденіс.